# Сидорова Марія Ігорівна
Марі́я І́горівна Си́дорова  (рос. Мария Игоревна Сидорова, 21 листопада 1979) — російська гандболістка, олімпійська медалістка.

## Виступи на Олімпіадах
| Олімпіада  | Дисципліна | Місце |
| ---------- | ---------- | ----- |
| Пекін 2008 | гандбол    | 2     |